# عزان مقبول
عزان مقبول (بالإنجليزية: Azzan Maqbol)‏؛ مواليد 24 أبريل 1984 في نجران ، السعودية، هو لاعب كرة قدم سعودي .
كانت بداياته مع نادي نجران و في عام 2015 انتقل إلى نادي النجوم و لعب لهم فترة بسيطة وبعدها عاد إلى نادي نجران.

## روابط خارجية
- عزان مقبول على موقع Soccerway.com (الإنجليزية)
- عزان مقبول على موقع كووورة